# Ленартовиці (Великопольське воєводство)
Ленартовиці (пол. Lenartowice, нім. Lenartowitz) — село в Польщі, у гміні Плешев Плешевського повіту Великопольського воєводства.
Населення — 988 осіб (2011).
У 1975-1998 роках село належало до Каліського воєводства.

## Демографія
Демографічна структура станом на 31 березня 2011 року:
|          | Загалом | Допрацездатний вік | Працездатний вік | Постпрацездатний вік |
| -------- | ------- | ------------------ | ---------------- | -------------------- |
| Чоловіки | 509     | 145                | 321              | 43                   |
| Жінки    | 479     | 125                | 281              | 73                   |
| Разом    | 988     | 270                | 602              | 116                  |